# La donna cannone (singolo Francesco De Gregori)
La donna cannone è un singolo del cantante italiano Francesco De Gregori, il secondo estratto dal ventunesimo album in studio Vivavoce e pubblicato il 10 novembre 2014.
Si tratta di un riarrangiamento del suo omonimo brano inciso nel 1983 all'interno del mini-LP La donna cannone.